# Веспасіан Лянцкоронський
Веспасіан Лянцкоронський (пол. Wespazjan Lanckoroński; бл. 1612 — 1677) — церковний діяч Речі Посполитої.

## Життєпис
Походив з польського магнатського роду Лянцкоронських, гілки Влодзіславських. Старший син Самуела Лянцкоронського, каштеляна віслицького, і Зофії Фірлей. Народився близько 1612 року. За традицією спочатку отримав домашню освіту.
З 1628 року навчався в Вюрцбурзькому університеті єзуїтів. У 1630 року став новіцієм єзуїтів в німецькому місті Трір. 1638 року втратив батька. У 1641 році став професором біблійної екзегетики в єзуїтському університеті в Кракові.
У 1642 році вийшов з ордену єзуїтів і став єпархіальним священником. У 1645 року призначається королівським секретарем. У 1647 році Веспасіан Лянцкоронський перебував у Падуї. У 1659 став каноніком і кустошем сандомирським. У тому ж році король Ян II Казимир Ваза призначив його своїм резидентом у Відні, звідки передавав звіти королю і поширював польську газету «Merkuriusz Polski Ordynaryjny».
У 1670 році Веспасіан Лянцкоронський отримав сан єпископа кам'янецького. У 1672 році брав участь у військовій раді під час оборони Кам'янця-Подільського від османської армії, хоча формально до її складу не входив.
1674 року був обраний послом (депутатом) від Подільського воєводства на елекційний сейм, де підтримав кандидатуру Яна Собеського на польський престол. Помер 1677 року.